# Centaurea valesiaca
Centaurea valesiaca — вид квіткових рослин родини айстрових (Asteraceae). Ареал: Швейцарія, пд.-сх. Франція, пн.-зх. Італія (пд.-зх. Альпи).

## Біоморфологічна характеристика
Дворічна рослина не більше 60 см заввишки. Придатки приквітків від світло-коричневого до білого забарвлення. Квіточки рожеві. Довжина плодів 3–3,5 мм. Папус приблизно на 1/3 довжини плоду. 2n=18.

## Середовище проживання
Населяє сухі луки, соснові бори, рудеральні території.